# 나이트 헌터
《나이트 헌터》(영어: Night Hunter)는 캐나다에서 제작된 데이비드 레이먼드 감독의 2018년 액션 스릴러 영화이다.

## 줄거리
미네소타주에서 경찰과 자경단이 여성 납치 사건에 휘말린다.

## 출연
- 헨리 캐빌 - 월터 마셜 경위 역
- 벤 킹즐리 - 마이클 쿠퍼, 전 판사 역
- 알렉산드라 다다리오 - 레이철 체이스, 경찰 프로파일러 역
- 스탠리 투치 - 하퍼 경찰국장 역
- 브렌던 플레처 - 사이먼 스털스 / 노미스 스털스 역
- 밍카 켈리 - 앤지 역
- 네이선 필리언 - 매슈 퀸, 기사 역
- 움포 코아호 - 글래스고, 기사 역
- 에마 트람블레이 - 페이 역
- 엘리아나 존스 - 라라, 쿠퍼의 피후견인 역
- 대니엘라 라벤더 - 디커먼 역
- 딜런 펜 - 소피아 역
- 칼린 버철 - 에이미 스털스 역
- 크리스틴 해리스 - 의사 역
- 세라 톰프슨 - 줄리 역
- 그레이엄 애슈모어 - 마이클 역
- 크리스 시거드슨 - 피터 역

## 기타 제작진
- 음악 제작: 벤저민 월피시